# Тилос
Тилос (греч. Τήλος) — остров в Эгейском море, принадлежит Греции. Входит в группу островов Додеканес (Южные Спорады).

## История
Тилос был обитаем уже во времена неолита. На острове найдены следы проживания минойцев, а затем микенцев. Около X века до н. э. на острове появились дорийцы. В V веке до н. э. остров вошёл в Афинский морской союз. В IV веке до н. э. Тилос обрёл независимость и стал чеканить собственную монету. В 42 году до н. э. остров захвачен римлянами. До 1310 года, когда остров был захвачен иоанитами, Тилос принадлежал Византии. После поражения иоанитов от турок остров захватывает Османская империя. Турецкое владычество продолжалось до 1912 года. В результате итало-турецкой войны остров перешёл под контроль Италии. После Второй мировой войны, в 1948 году вошёл в состав Греции.
В Средние века был известен как Епископи (Επισκοπή). В период итальянской оккупации — Пископи (итал. Piscopi).
В 2015 году было объявлено о том, что на острове Тилос будет осуществлён одноимённый проект по созданию новой системы энергоснабжения, на основанной на использовании возобновляемых источников энергии. К маю 2017 года планировалось построить гибридную ветросолнечную электростанцию, снабжённую никель-натрий-хлоридной аккумуляторной батареей. Ожидается, что новая система обеспечит 85 % потребления энергии на острове. В настоящее время электроэнергия поступает на Тилос по ненадёжному подводному кабелю с острова Кос, где расположена дизельная электростанция. Проект получил финансовую поддержку программы Европейского союза «Горизонт 2020». Общая стоимость проекта 13,8 млн евро, из них 11 млн евро — вклад ЕС. 16 мая 2016 года Управление по регулированию энергетики Греции выдало лицензию станции, возводимой в рамках проекта, на производство электроэнергии.